# Sylvain azuré
Limenitis reducta
Espèce
Le Sylvain azuré (Limenitis reducta) est une espèce de lépidoptères (papillons) de  la famille des Nymphalidae, de la sous-famille des Limenitidinae et du genre Limenitis.

## Description
C'est un papillon moyennement grand (à l'envergure d'environ 50 mm). Le dessus est brun-noir à reflets bleu métallique, barré d'une bande médiane blanche, avec une ligne submarginale de petits points bleus.
Le verso est orange et pour les postérieures blanc sur le tiers interne puis orange, orné d'une ligne de taches blanches et d'une ligne de points noirs postdiscaux.

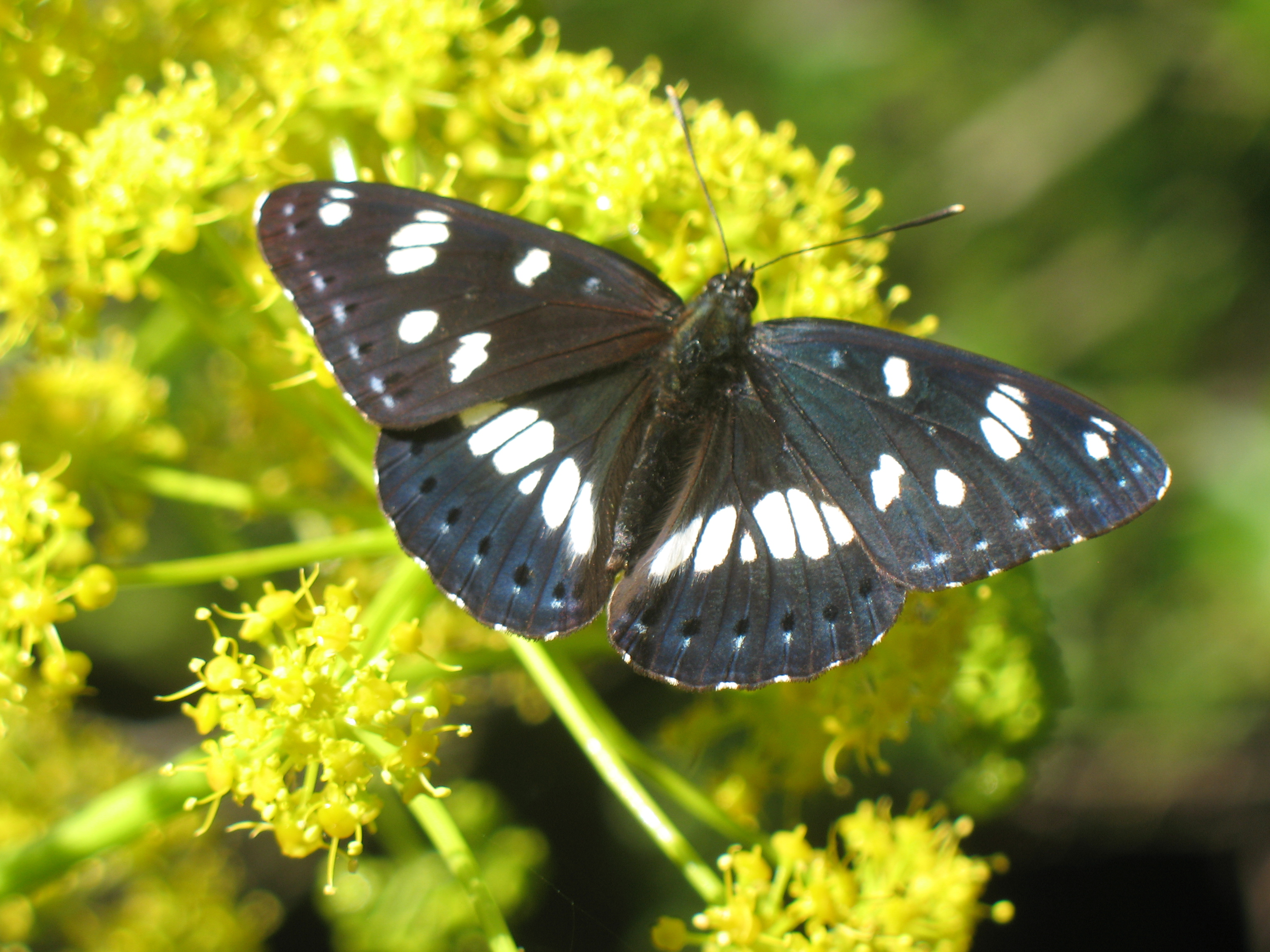
Sylvain azuré
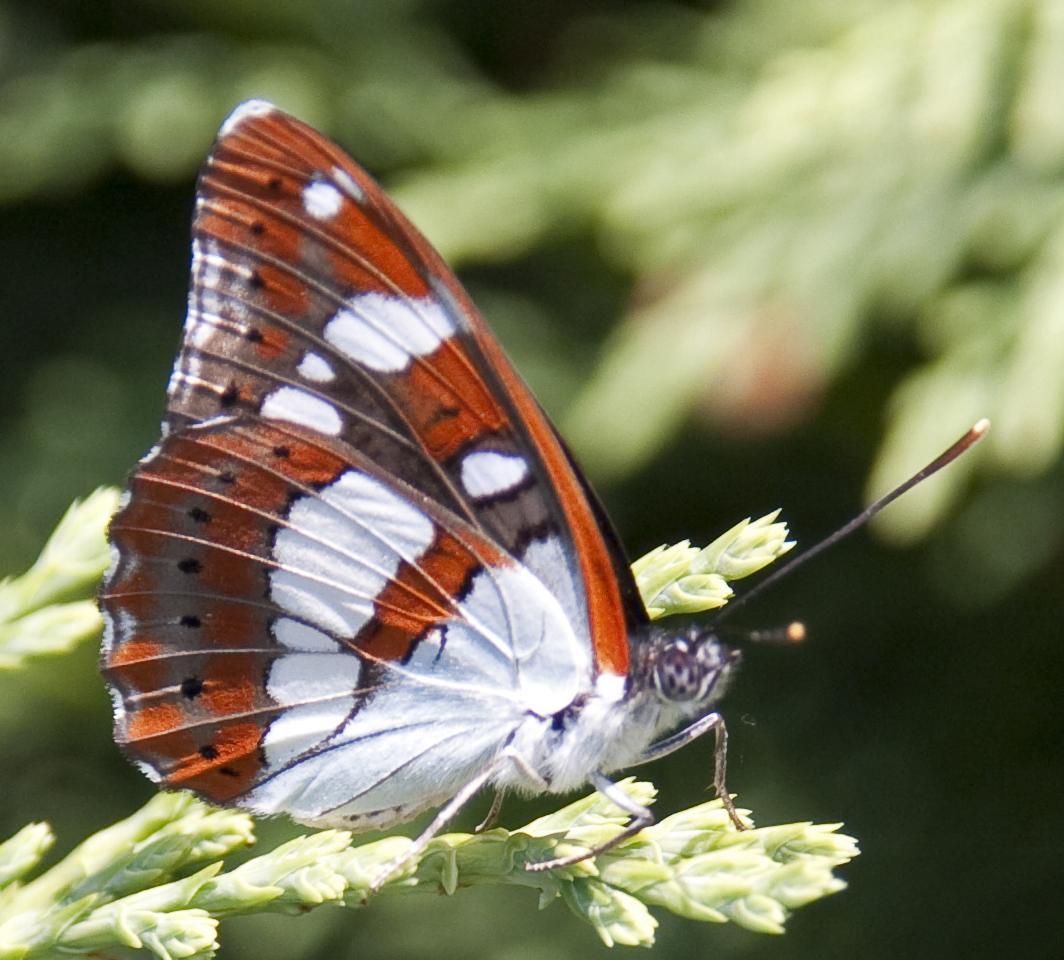
le revers
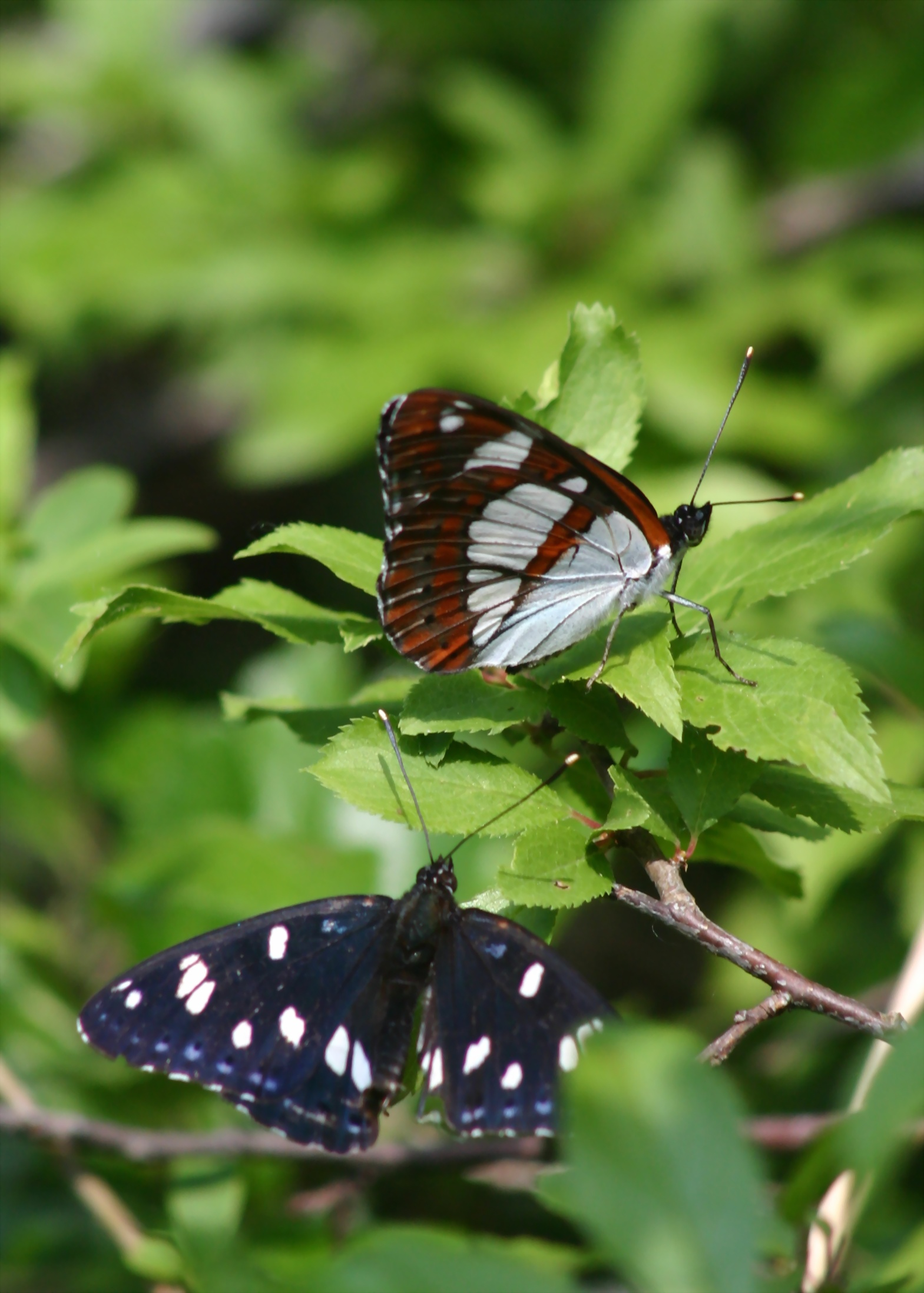
Sylvain azuré, les deux faces

### Chenille
La chenille possède une tête brun-rougeâtre et un corps vert aux flancs et au ventre brun-rougeâtre. Les scoli dorsaux sont marron et munis d'épines.

## Biologie
Les œufs sont pondus sur le dessus des feuilles.

### Période de vol et hivernation
C'est la chenille qui hiverne dans un hibernaculum à la base des rameaux.
Le papillon vole en une génération au nord de son domaine, deux et même parfois trois au sud entre mai et août.

### Plantes hôtes
Les plantes hôtes sont des chèvrefeuilles (Lonicera) : Lonicera periclymenum, Lonicera etrusca, Lonicera implexa, Lonicera xylosteum, Lonicera alpigena, Lonicera nummulariifolia et Lonicera caprifolium.

## Écologie et distribution
On le trouve dans le sud de l’Europe (nord du Portugal et de l'Espagne, sud de la France, Suisse, Italie, Slovaquie, Grèce et ensemble des Balkans), Turquie, Moyen-Orient, ouest de l'Iran et jusque dans l’ouest de l’Asie,.
En France métropolitaine il est présent dans tous les départements excepté le Finistère, la Manche, le Calvados et les départements de l'Île-de-France et au nord de l'Île-de-France .

### Biotope
Il réside dans les forêts claires jusqu’à 1 300 m.

## Systématique
L'espèce Limenitis reducta est décrite par l'entomologiste allemand Otto Staudinger en 1901.

### Synonymes
- Limenitis camilla var. reducta Staudinger, 1901
- Papilio lucilla Esper, 1778 [6]
- Papilio drusilla Bergsträsser, [1779][7]
- Papilio pythonissa Miller, 1859[8]
- Limenitis anonyma Lewis, 1872 [9]
- Limenitis rivularis ab. tricolorata Grund, 1908[10]
- Limenitis camilla prodiga Fruhstorfer, 1909 [11]
- Limenitis bifasciata Niepelt, 1914[12]
- Limenitis rufopunctata Lucas, 1923[13]
- Limenitis primigenia Verity, 1924[14]
- Limenitis rivularis r. pygmaeana Verity, 1928[15]
- Papilio schiffemülleri Higgins, 1933[16]
- Limenitis hypererythra Verity, 1950[17]
- Limenitis monorufopunctata erity, 1950[17]
- Limenitis viridescens Verity, 1950[17]
- Limenitis violascens Verity, 1950[17]
- Limenitis mirzajani Gross & Ebert, 1975
- Azuritis reducta Staudinger, 1901

### Noms vernaculaires
- Le Sylvain azuré en français
- Southern White Admiral en anglais et Blauschwarzer Eisvogel ou Zaunlilienfalter en allemand et Ninfa de arroyos en espagnol[3].

### Taxinomie
Sous-espèce
- Limenitis reducta herculeana Stichel, [1909][18].

## Le Sylvain azuré et l'Homme

### Protection
Pas de statut de protection spécifique.